# Кривенко Максим Ігорович
Макси́м І́горович Криве́нко (24 травня 1992 — 29 серпня 2014) — солдат 3-го окремого полку спеціального призначення Збройних сил України, учасник російсько-української війни.

## Короткий життєпис
Народився 1992 року в місті Кіровоград. Закінчив Степнянську ЗОШ, проходив військову службу в першому Президентському полку у Києві. З квітня 2013-го служив за контрактом, в/ч міста Кіровограда.
Доброволець, відправлений в зону бойових дій у середині квітня 2014-го, в складі третього батальйону розвідувально-штурмової бригади десантників у місто Артемівськ, його група охороняла танкову частину там близько 2 місяців.
По тому команду Максима було відправлено у село Олексіївка до опорного пункту. Звідтіля їх невеликими групами відправляли на завдання у різні точки зони бойових дій.
Загинув у бою під час виходу з оточення «зеленим коридором» на дорозі поміж селами Многопілля й Червоносільське — міна влучила у вантажопасажирську «Газель», якою їхав Дмитро Придатко й Максим. Їх товариш Олександр Плотніков зміг дотягнути до свого УАЗа Дмитра, а за Максимом йому не дозволили повернутись через обстріли. Максим вважався зниклим безвісти. В січні був упізнаний за експертизою ДНК.
5 лютого 2015 року воїна поховали на Алеї Слави Рівнянського кладовища Кіровограда.
Без Максима лишились батьки.

## Нагороди та вшанування
За особисту мужність і героїзм, виявлені у захисті державного суверенітету та територіальної цілісності України, вірність військовій присязі під час російсько-української війни, відзначений — нагороджений
- 17 липня 2015 року — орденом «За мужність» III ступеня (посмертно)[1]
- Його портрет розміщений на меморіалі «Стіна пам'яті полеглих за Україну» у Києві: секція 3, ряд 9, місце 26
- Вшановується 29 серпня на щоденному ранковому церемоніалі вшанування українських захисників, які загинули цього дня у різні роки внаслідок російської збройної агресії[2]
- Іловайський Хрест (посмертно)
- В селищі Степове Кіровоградського району 22 травня 2015 відкрито дошку його честі